# Витмор Вилиџ (Хаваји)
Витмор Вилиџ (енгл. Whitmore Village) насељено је место за статистичке потребе у америчкој савезној држави Хаваји. По попису становништва из 2010. у њему је живело 4.499 становника.

## Демографија
Према попису становништва из 2010. у граду је живело 4.499 становника, што је 442 (10,9%) становника више него 2000. године.
| Група             | 2000.         | 2010.         |
| Белци             | 186 (4,6%)    | 174 (3,9%)    |
| Афроамериканци    | 18 (0,4%)     | 37 (0,8%)     |
| Азијати           | 2.673 (65,9%) | 2.896 (64,4%) |
| Хиспаноамериканци | 308 (7,6%)    | 379 (8,4%)    |
| Укупно            | 4.057         | 4.499         |